# Die Hochzeit von Länneken
Die Hochzeit von Länneken ist ein deutscher Spielfilm der DEFA von Heiner Carow aus dem Jahr 1964. Er beruht auf dem gleichnamigen Roman von Herbert Nachbar, der auch am Drehbuch beteiligt war.

## Handlung
Auf der Insel Länneken im Bodden gab es im kalten Winter 1929 eine Auseinandersetzung, die sich bis in die Gegenwart fortsetzt: Damals hungerten die Fischer und Heinrich Pröpping, genannt „König“ und Johannes Grabe, genannt „Admiral“, entdeckten, dass sie beide die Nutzungsgenehmigung für einen der fischreichsten Fangplätze erhalten hatten. Die ehemals besten Freunde wurden zu erbitterten Feinden und zogen ganz Länneken in ihren Stret hinein. Später erhielt auch Fischer Fögenteich eine Fanggenehmigung für den Platz und zwischen Pröpping und Grabe herrschte nunmehr eisiges Schweigen.
Einige Jahre nach Ende des Krieges sind die Fischer von Länneken in der Fischereigenossenschaft. Pröpping und Grabe sind in verschiedenen Brigaden und beide deutlich wohlhabender als andere Fischer, die an fischlosen Plätzen arbeiten müssen. Immer öfter kommt es daher zum Protest der anderen Fischer, die einen Teil der fischreichen Bestände ihrer Brigade zugeteilt haben wollen. Nicht nur der Kampf um die Fischplätze bewegt Pröpping und Grabe. Auch ihre Kinder fordern sie heraus: Henning Grabe und Bärbel Pröpping sind gegen den Willen der Eltern ein Paar. Als beide auf ihren jeweiligen Kuttern miteinander reden, fordert Johannes seinen Sohn wütend auf, auf den anderen Kutter zu wechseln. Wenig später kommt es zur Genossenschaftsversammlung, in der Henning seinem Vater vorwirft, seinen Reichtum noch aus NS-Zeiten in die Gegenwart gerettet zu haben. Johannes enterbt seinen Sohn vor der gesamten Dorfgemeinschaft. Henning kann sich auch nicht mit seinem Vorschlag durchsetzen, alle Brigaden zusammenzulegen, sodass jeder von den guten Fischbeständen profitieren kann.
Henning lebt inzwischen bei Johannes und seiner Freundin Bärbel. Vor allem die streng religiöse Mutter Friederike Pröpping sieht diese Konstellation ungern, befürchtet sie doch eine voreheliche Schwangerschaft ihrer Tochter. Sie kann sich aber nicht gegen ihren Mann durchsetzen, der hofft, dass der tüchtige Henning in seine Brigade kommt. Henning lehnt ab, will er doch bei seiner deutlich schwächeren Brigade bleiben und sie nach vorne bringen. Heinrich reagiert wütend und beschimpft Henning als Bolschewiken, entschuldigt sich aber am nächsten Tag.
Der alte Fischer Fögenteich stirbt und Heinrich erwirbt von der Witwe dessen Reusen im fischreichen Gewässer. Er erkennt, dass seine und Johannes’ Sturheit am Ende beide ins Hintertreffen geraten lassen könnten und will sich mit Johannes aussöhnen. Ihre beiden und Fögenteichs Reuse würde sie zur größten Brigade von Länneken werden lassen. Johannes jedoch lehnt eine Versöhnung ab. Ungeachtet der väterlichen Zwistigkeiten gehen Henning und Bärbel weiterhin gemeinsam aus. Sie tanzen im Dorfkrug und Henning wird handgreiflich, als ein Dorfbewohner Bärbel beleidigt. Es kommt zur großen Schlägerei, die Bärbel entnervt beendet. Zurück im Hause Heinrichs ist dieser begeistert, habe sich Henning doch für ihn geschlagen. Er verkündet spontan die Verlobung von Henning und Bärbel, doch Henning unterbricht ihn. Er habe sich nicht für ihn geschlagen. Heinrich wird wütend und erklärt, dass seine Tochter keinen Bolschewiken heiraten werde. Henning jedoch stellt fest, dass Bärbel allein entscheiden wird und notfalls auch gegen den Willen des Vaters. Heinrich enterbt Bärbel. Diese verbringt die Nacht heimlich mit Henning und wird am nächsten Morgen von der Mutter erwischt. Sie reist überstürzt ab, kehrt jedoch kurz darauf zu Henning zurück. Sie hat erkannt, dass sie sich wirklich nicht von den Eltern in ihr Leben reinreden lassen will. Kurze Zeit später findet die Hochzeit von Bärbel und Henning statt und es kommt zur Versöhnung von Johannes und Heinrich. Der Frieden währt nur kurz, schenkt die Genossenschaft dem frischvermählten Ehepaar doch die Fangrechte für das seit Jahrzehnten umkämpfte fischreiche Gebiet. Es kommt zu großen Protesten auf Seiten der Fischer, doch Henning erklärt, dass jeder, der will, in seine Brigade kommen kann.

## Produktion
Die Hochzeit von Länneken wurde 1963 unter anderem auf Hiddensee gedreht. Die Kostüme schuf Marlene Froese, die Filmbauten stammen von Willy Schiller und für die Dramaturgie war Anne Pfeuffer zuständig. Der Film erlebte am 28. Februar 1964 im Berliner Kino International seine Uraufführung. Am 3. April 1964 kam der Film in die Kinos der DDR.

## Kritik
Für den film-dienst war Die Hochzeit von Länneken ein „inszenatorisch nicht überzeugender Versuch, politische Doktrinen in einer griffigen Kinogeschichte zu verkaufen“. Die zeitgenössische Kritik der DDR lobte zwar, dass mit dem Film erstmals „die Zähigkeit anachronistischer Lebensformen“ auf die Leinwand gebracht werde und sich der Film auf eine „soziale Auseinandersetzung“ fixiere, kritisierte jedoch, dass der Film nicht über eine Charakterisierung der Gegensätze hinausgehe. Auch Renate Holland-Moritz schrieb, dass der Konflikt zwischen beiden Familien weder „psychologisch verdeutlicht“ noch gelöst werde.
Cinema meinte, dass im Film Romeo und Julia in die DDR verlegt werde; die Kritik der DDR hatte bei einer Besprechung des Films 1964 „Romeo und Julia auf Länneken“ getitelt.